# The Manhattan Project (album)
Proiectul Manhattan (din engleză: The Manhattan Project) este un album de jazz fusion, singura înregistrare realizată de grupul cu același nume, care i-a inclus pe Wayne Shorter, Michel Petrucciani, Stanley Clarke, Lenny White, Gil Goldstein și Pete Levin. Albumul a fost lansat în 1990 prin intermediul Blue Note. 

## Context
Aranjamentele au fost scrise de către Lenny White și Gil Goldstein, iar albumul a fost înregistrat în direct în fața audienței la Chelsea Studios, New York, cu Alec Head ca inginer de sunet. Producătorii executivi au fost Michael Cuscuna și Stephen Reed. 
Proiectul a fost creatia lui White, care a propus transformarea standardelor traditionale de jazz bazate pe aranjamente de saxofon / pian cu mai multe sintetizatoare. Muzicienii invitați la proiect au variat de la tradiționalistul jazzului Petrucciani până la expertul de fusion Clarke. Proiectul a reprezentat doar una dintre colaborările dintre White și Clarke. Muzicienii au experimentat cu aranjamente blues și funk ale cântecelor standard de jazz și au folosit instrumente electrice și acustice.
În 1989, albumul a fost distribuit pe DVD, cu o producție filmată în același an și lansat în 2005. Spectacolul a inclus un set de șapte cântece ale lui Shorter, Petrucciani, Clarke și White.

## Lista
1. "Old Wine, New Bottles" (Lenny White) – 6:54
2. "Dania" (Jaco Pastorious)– 7:38
3. "Michel's Waltz" (Michel Petrucciani) – 4:40
4. "Stella by Starlight" (Ned Washington, Victor Young) – 8:45
5. "Goodbye Pork Pie Hat" (Charles Mingus) - 9:28
6. "Virgo Rising" (Wayne Shorter) - 5:41
7. "Nefertiti" (Wayne Shorter) - 8:54
8. "Summertime" (George Gershwin, Ira Gershwin, DuBose Heyward) - 8:54

## Membrii grupului
- Wayne Shorter - Saxofon tenor și sopran
- Michel Petrucciani - Pian
- Stanley Clarke - Bass acustic și electric
- Lenny White - Tobe
- Gil Goldstein - Keyboards
- Pete Levin - Keyboards